# Colin Campbell, I conde de Argyll
Colin Campbell, primer conde de Argyll (c.1433 - 10 de mayo de 1493) fue un noble, par y político en la Escocia de la Edad Media. Fue hijo de Archibald Campbell, Señor de Campbell y Elizabeth Somerville, hija de John Somerville, tercer Lord Somerville . Tenía el sobrenombre de Colin Mulle, Bold Earl Colin.

## Biografía
El padre de Colin, Archibald, murió en 1440 y el joven Colin se convirtió en el heredero de su abuelo Duncan Campbell, primer Lord Campbell. A la muerte de su abuelo en 1453, Colin lo sucedió y se convertiría en el segundo Lord Campbell. Colin todavía era menor de edad y quedó bajo la custodia de su tío, Colin Campbell de Glenorchy. En 1457, Jacobo II de Escocia lo nombró conde de Argyll, en agradecimiento a la lealtad de su padre durante los problemas a principios de su reinado. En 1460, Campbell fue nombrado bailie de Cowal .
Su tío Colin concertó su matrimonio con Isabella Stewart, hija y coheredera de John Stewart, Lord Lorne (muerto en 1463). Por este matrimonio, recibió Castle Gloom (cuyo nombre cambiaría a "Castle Campbell" en febrero de 1490), y las tierras vecinas en la parroquia de Dollar en Clackmannanshire. Castle Campbell se convertiría en la sede principal de los Condes y Duques de Argyll durante los siguientes dos siglos.[cita requerida]
Se desconoce la fecha exacta del matrimonio, pero en 1460, poco después de que el rey-niño, Jaime III de Escocia, llegara al trono, Campbell interveno en una disputa en la familia de su esposa. Allan MacDougall (llamado Allan de Lorne de los Bosques), deseoso de poseer las propiedades pertenecientes a su hermano mayor, John Ker de Lorne, encerró a su hermano en una mazmorra en la isla de Kerrera, con la intención de matarlo de hambre. Campbell apareció con una flota de galeras de guerra y derrotó a MacDougall, prendió fuego a su flota, mató a la mayoría de sus hombres y devolvió al hermano mayor la herencia que le correspondía.

### Al servicio de Jacobo III
Colin Campbell fue enviado a menudo en misiones diplomáticas, la primera en 1463, cuando Jacobo III lo envió a negociar una tregua con Eduardo IV de Inglaterra. Uno de los puntos principales del acuerdo era que ninguno de los reyes apoyaría a los enemigos del otro.
En 1464, Campbell fue nombrado Señor de la casa del rey . En 1465, fue nombrado Lord Justiciar de Escocia al sur del Firth of Forth, cargo que ocupó junto con Robert Boyd, primer Lord Boyd, hasta que Boyd se enemistó con el Rey y huyó a Inglaterra en 1469 y Campbell ocupó el cargo en solitario. En 1466, fundó una capilla dedicada a San Ninian en Dunure en Ayrshire .
Por su matrimonio con Isabel Stewart, Campbell adquirió el título de Lord Lorne en 1469, que anteriormente había estado en manos del tío de su esposa, John Stewart. A cambio, Campbell entregó otros territorios a Stewart, que recibió el título de Lord Innermeath. Habiendo recibido el título de Lord Lorne, Campbell tomó el símbolo de la galera de la heráldica de Lorne como parte de su armería. En 1471, recibió los cargos hereditarios de Magistrado y Sheriff de Lorne.
El 15 de enero de 1472, el rey Jacobo III otorgó el castillo de Dunoon a Campbell y sus herederos, con el poder de nombrar alguaciles, porteadores, carceleros, aguadores y otros funcionarios necesarios. Al mismo tiempo, le concedió las tierras de Borland. El 20 de febrero de 1473, Campbell fue nombrado juez, chambelán, sheriff y bailío del rey de Cowal. Luego, el 8 de mayo de 1474, recibió fuero para convertir su población de Inverary en un burgo de baronía.
En 1474, Campbell fue enviado nuevamente a tratar con el rey Eduardo IV sobre las violaciones de la tregua. En el pacto resultante, que se prolongó hasta julio de 1483, se concertó el matrimonio entre el príncipe Jacobo Estuardo de Escocia (hijo de Jacobo III) y Cecilia de York (hija de Eduardo IV), matrimonio que no llegó a celebrarse debido a a las continuas hostilidades entre las dos naciones.
En 1475, cuando Jacobo III estaba tratando de someter a Juan de Islay, conde de Ross, Campbell recibió la comisión como lugarteniente para ejecutar la confiscación de las tierras del conde de Ross. En 1479, fue confirmado en los cargos de teniente y comisario de Argyll, que habían ocupado sus antepasados, Gillespic y Colin Campbell, desde 1382.
El conde de Argyll fue aún más favorecido por el rey en 1480, cuando el rey le concedió 160 marcos del señorío de Knapdale, incluyendo la custodia del castillo Sween, por un centavo de plata, es decir, una renta nominal, que había pertenecido con anterioridad al Conde de Ross. A principios de 1483, Jacobo III nombró a Campbell como Lord Gran Canciller de Escocia y le otorgó Pinkerton en la baronía de Dunbar, probablemente por la lealtad de Campbell durante la rebelión de Archibald Douglas, conde de Angus, que había provocado la muerte de algunos de los favoritos del rey, tras el enfrentamiento en Lauder en 1482. Estas tierras habían estado en manos del hermano del rey, el príncipe Alejandro Estuardo, duque de Albany, aliado del conde de Angus.
En 1484, Campbell mantuvo una intensa actividad diplomática. En julio, fue enviado a París para renovar la "liga antigua" entre Francia y Escocia, misión que completó el 9 de julio. El 21 de septiembre, una vez que Jacobo III había consolidado su posición frente a los rebeldes, formó parte de la delegación que se reunió con Ricardo III de Inglaterra en Nottingham para concluir un tratado de paz que se extendería hasta septiembre de 1487. También fue designado para reunirse periódicamente con los ingleses en Berwick para determinar si se estaban siguiendo o no las estipulaciones del tratado. Para fortalecer la determinación de las partes y mantener la tregua, se concertó un segundo matrimonio entre el príncipe Jacobo y Lady Ann de la Pole (1476-1495), hija de John de la Pole, segundo duque de Suffolk, y una sobrina. del rey Ricardo III. Esta segunda negociación matrimonial fracasó tras la derrota de Ricardo en la batalla de Bosworth en 1485.

### Rebelión contra Jacobo III
Campbell se unió a los rebeldes, después de que el Parlamento fortaleciera la posición del Rey contra los nobles rebeldes en octubre de 1487. Más o menos en esta época, el rey sustituye a Campbell al frente de la cancillería, reemplazándolo por William Elphinstone, obispo de Aberdeen . En 1488, Campbell no estuvo presente en la batalla de Sauchieburn el 11 de junio, ya que  estaba en Inglaterra en una embajada ante Enrique VII de Inglaterra, habiendo sido enviado allí en nombre del príncipe Jacobo y los rebeldes para buscar ayuda inglesa contra el rey Jacobo III.
Tras su coronación, el Príncipe Jacobo, ahora Jacobo IV, restituyó a Campbell en el puesto de Gran Canciller. El nuevo rey, además, le entregó las tierras de Rosneath en Dunbartonshire el 9 de enero de 1490, que permanecieron en manos de la familia Campbell hasta 1939. Campbell continuó en el favor del rey y el 21 de diciembre de 1491, fue uno de los custoridos de la tregua entre Inglaterra y Escocia, que se prorrogó hasta 1496. Se ha afirmado de la mala reputación de Jacobo III es que "los relatos que tenemos de él están escritos por los partidarios de sus enemigos, como los condes de Argyll, Lennox y Angus".
Colin Campbell, primer conde de Argyll, murió en 1493 y fue enterrado en la iglesia parroquial de Kilmun en la península de Cowal. Fue sucedido por su primogénito, Archibald Campbell .

## Familia
De su esposa, Isabel Stewart, Campbell tuvo dos hijos y siete hijas:
- Archibald Campbell, II conde de Argyll
- Thomas Campbell, ancestro de los Campbells de Lundie en Forfarshire.
- Margaret Campbell, esposa de George Seton, Lord Seton.
- Isabel Campbell, casada con William Drummond, Señor de Drummond, abuela de David Drummond, II Lord Drummond de Cargill, ancestro de los Condes de Perth.
- Helen Campbell, esposa de Hugh Montgomerie, I conde de Eglinton.
- Elizabeth Campbell, casada con John Oliphant, II Lord Oliphant.
- Mary Campbell, esposa de Aonghas MacDonald, hijo natura y heredero de John of Islay, conde de Ross.
- Agnes Campbell, probablemente casada con Alexander Mackenzie de Kintail, aunque incierto.[30][31]
- Catharine Campbell, casada primero con Lachlan Og Maclean y luego con Torquil MacLeod del Clan MacLeod de Lewis.